# Liste von Listen der Mitglieder des Niedersächsischen Landtages
Diese Liste von Listen der Mitglieder des Niedersächsischen Landtages umfasst alle Listen zu Mitgliedern aller Wahlperioden des Niedersächsischen Landtages sowie die dazugehörigen Landtagswahlen und gebildeten Landesregierungen.

## Landtag in der Bundesrepublik Deutschland
|    | Liste                                  | Wahlperiode | Wahl | Landesregierung                   |
| -- | -------------------------------------- | ----------- | ---- | --------------------------------- |
| –  | Mitglieder des ernannten Landtages     | 1946–1947   | –    | Kopf I (ernannt)                  |
| 1  | Mitglieder der ersten Wahlperiode      | 1947–1951   | 1947 | Kopf II, Kopf III                 |
| 2  | Mitglieder der zweiten Wahlperiode     | 1951–1955   | 1951 | Kopf IV                           |
| 3  | Mitglieder der dritten Wahlperiode     | 1955–1959   | 1955 | Hellwege I, Hellwege II           |
| 4  | Mitglieder der vierten Wahlperiode     | 1959–1963   | 1959 | Kopf V, Diederichs I              |
| 5  | Mitglieder der fünften Wahlperiode     | 1963–1967   | 1963 | Diederichs II, Diederichs III     |
| 6  | Mitglieder der sechsten Wahlperiode    | 1967–1970   | 1967 | Diederichs IV                     |
| 7  | Mitglieder der siebten Wahlperiode     | 1970–1974   | 1970 | Kubel I                           |
| 8  | Mitglieder der achten Wahlperiode      | 1974–1978   | 1974 | Kubel II, Albrecht I, Albrecht II |
| 9  | Mitglieder der neunten Wahlperiode     | 1978–1982   | 1978 | Albrecht III                      |
| 10 | Mitglieder der zehnten Wahlperiode     | 1982–1986   | 1982 | Albrecht IV                       |
| 11 | Mitglieder der elften Wahlperiode      | 1986–1990   | 1986 | Albrecht V                        |
| 12 | Mitglieder der zwölften Wahlperiode    | 1990–1994   | 1990 | Schröder I                        |
| 13 | Mitglieder der dreizehnten Wahlperiode | 1994–1998   | 1994 | Schröder II                       |
| 14 | Mitglieder der vierzehnten Wahlperiode | 1998–2003   | 1998 | Schröder III, Glogowski, Gabriel  |
| 15 | Mitglieder der fünfzehnten Wahlperiode | 2003–2008   | 2003 | Wulff I                           |
| 16 | Mitglieder der sechzehnten Wahlperiode | 2008–2013   | 2008 | Wulff II, McAllister              |
| 17 | Mitglieder der siebzehnten Wahlperiode | 2013–2017   | 2013 | Weil I                            |
| 18 | Mitglieder der achtzehnten Wahlperiode | 2017–2022   | 2017 | Weil II                           |
| 19 | Mitglieder der neunzehnten Wahlperiode | seit 2022   | 2022 | Weil III, Lies                    |